# Jon Berle
Jon Berle, född 12 juli 1932 i Buenos Aires, Argentina, död 30 november 2010 i Oslo, var en norsk dansare och skådespelare.
Berle har verkat vid Det Nye Teater, Det norske teatret, Edderkoppen Teater, Trøndelag Teater och Piratteatret. Därutöver medverkade han i elva film- och TV-produktioner 1960–1989.

## Filmografi
- 1960 – Millionær for en aften
- 1960 – Omringad
- 1961 – Oss atomforskere imellom
- 1962 – Stackars stora starka karlar
- 1967–1968 – Estrad (TV-serie)
- 1970 – Olsenbanden och Dynamit-Harry
- 1974 – Hur man blir miljonär
- 1975 – Olsenbandens sista kupp
- 1977 – Olsenbanden på guldjakt
- 1982 – Carl Gustav, gjengen og parkeringsbandittene
- 1989 – Viva Villaveien!

## Teater

### Roller (ej komplett)
| År   | Roll      | Produktion                                                              | Regi             | Teater        |
| ---- | --------- | ----------------------------------------------------------------------- | ---------------- | ------------- |
| 1965 | Chino     | West Side Story Leonard Bernstein, Stephen Sondheim och Arthur Laurents | Rikki Septimus   | Oscarsteatern |
| 1966 | Dansare   | Hello, Dolly! Michael Stewart och Jerry Herman                          | Sven Aage Larsen | Oscarsteatern |
| 1967 | Främlngen | Spela spelet Leslie Bricusse och Anthony Newley                         | Ivo Cramér       | Oscarsteatern |